# FK Rad Belgrade
Maillots
Le Fudbalski Klub Rad Belgrade (en serbe : Фудбалски Клуб Рад Београд), plus couramment abrégé en Rad Belgrade, est un club serbe de football fondé en 1958, et basé à Banjica, quartier de Belgrade, la capitale du pays.

## Histoire du club

### Historique
- 1958 : fondation du club sous le nom de FK Rad Belgrade
- 1990 : le club est renommé FK GRO Rad Belgrade
- 1993 : le club est renommé FK Rad Belgrade

### Histoire
Il évoluait dans le championnat de seconde division jusqu'en juin 2008. Il obtient la montée à l'issue de la saison 2007-2008, et est donc actuellement en première division.
Le stade, où évolue le club, est le Stadion Kralj Petar I (en français : le stade du roi Pierre Ier) et est situé dans la partie sud de Belgrade appelée Banjica.

## Bilan sportif

### Palmarès
| Anciennes compétitions                                                |
| --------------------------------------------------------------------- |
| - Championnat de Yougoslavie D2 (1) : - Champion : 1986-87 (Gr. Est). |

### Bilan par saison
| Saison    | Championnat | Championnat | Championnat | Championnat | Championnat | Championnat | Championnat | Championnat | Championnat | Championnat | Coupe de Serbie     |
| Saison    | Division    | Pos         | Pts         | J           | V           | N           | D           | BP          | BC          | Diff        | Coupe de Serbie     |
| --------- | ----------- | ----------- | ----------- | ----------- | ----------- | ----------- | ----------- | ----------- | ----------- | ----------- | ------------------- |
| 2006-2007 | 2e          | 5e          | 62          | 38          | 18          | 8           | 12          | 52          | 34          | +18         | Seizièmes de finale |
| 2007-2008 | 2e          | 4e          | 57          | 34          | 16          | 9           | 9           | 50          | 34          | +16         | Seizièmes de finale |
| 2008-2009 | 1re         | 8e          | 36          | 33          | 7           | 15          | 11          | 27          | 35          | -8          | Huitièmes de finale |
| 2009-2010 | 1re         | 8e          | 37          | 30          | 10          | 7           | 13          | 38          | 39          | -1          | Seizièmes de finale |
| 2010-2011 | 1re         | 4e          | 52          | 30          | 14          | 10          | 6           | 38          | 21          | +17         | Huitièmes de finale |
| 2011-2012 | 1re         | 10e         | 37          | 30          | 10          | 7           | 13          | 33          | 31          | +2          | Seizièmes de finale |
| 2012-2013 | 1re         | 7e          | 44          | 30          | 12          | 8           | 10          | 32          | 30          | +2          | Quarts de finale    |
| 2013-2014 | 1re         | 14e         | 29          | 30          | 8           | 5           | 17          | 19          | 37          | -18         | Seizièmes de finale |
| 2014-2015 | 1re         | 6e          | 43          | 30          | 13          | 4           | 13          | 33          | 38          | -5          | Quarts de finale    |
| 2015-2016 | 1re         | 12e         | 40          | 37          | 9           | 13          | 15          | 40          | 47          | -7          | Seizièmes de finale |
| 2016-2017 | 1re         | 11e         | 42          | 37          | 11          | 9           | 17          | 29          | 45          | -16         | Huitièmes de finale |
| 2017-2018 | 1re         | 13e         | 36          | 37          | 10          | 6           | 21          | 40          | 64          | -24         | Huitièmes de finale |
| 2018-2019 | 1re         | 13e         | 33          | 37          | 7           | 12          | 18          | 22          | 44          | -22         | Seizièmes de finale |
| 2019-2020 | 1re         | 15e         | 15          | 30          | 4           | 3           | 23          | 23          | 63          | -40         | Seizièmes de finale |
| 2020-2021 | 1re         | 15e         | 48          | 38          | 14          | 6           | 18          | 44          | 57          | -13         | Huitièmes de finale |
| 2021-2022 | 2e          | 11e         | 48          | 37          | 13          | 9           | 15          | 40          | 41          | -1          | Quarts de finale    |
| 2022-2023 | 2e          | en cours    | en cours    | en cours    | en cours    | en cours    | en cours    | en cours    | en cours    | en cours    | Seizièmes de finale |

Légende
- Promotion en division supérieure.
- Relégation en division inférieure.

### Bilan européen
Note : dans les résultats ci-dessous, le score du club est toujours donné en premier.
| Saison    | Compétition  | Tour            | Club             | Domicile | Extérieur | Total |
| --------- | ------------ | --------------- | ---------------- | -------- | --------- | ----- |
| 1989-1990 | Coupe UEFA   | Premier tour    | Olympiakos       | 2 - 1    | 0 - 2     | 2 - 3 |
| 2011-2012 | Ligue Europa | Premier tour Q  | SP Tre Penne     | 6 - 0    | 3 - 1     | 9 - 1 |
| 2011-2012 | Ligue Europa | Deuxième tour Q | Olympiakos Volos | 0 - 1    | 2 - 2     | 1 - 2 |

Légende
- Victoire ou qualification pour le tour suivant
- Match nul
- Défaite ou élimination de la compétition

## Personnalités du club

### Présidents du club
- Ranko Stojić

### Entraîneurs du club
| - Zvonko Varga (2002) - Boško Đurovski (2002 - 2003) - Milan Milanović (2003 - 2004) - Zdravko Zemunović (2004) - Radmilo Ivančević (2004 - 2005) - Čedomir Đoinčević (2005) - Bogdan Korak (2005 - 2006) - Dragan Kecman (2006) - Aleksandar Janjić (2006 - 2007) - Nebojša Vignjević (2007) - Dragan Kecman (2007) - Mihailo Ivanović (2008) - Aleksandar Janjić (2008) - Marko Nikolić (2008 - 2011) - Predrag Rogan (2011) | - Slavko Petrović (2011) - Milan Bosanac (2011) - Nebojša Vignjević (2011 - 2012) - Radoje Smiljanić (2012) - Marko Nikolić (2012 - 2013) - Nebojša Milošević (2013) - Nebojša Petrović (2013) - Aleksandar Janković (2013 - 2014) - Stevan Mojsilović (2014) - Slađan Nikolić (2014) - Milan Milanović (2014 - 2016) - Slađan Nikolić (2016) - Aleksandar Janjić (2016) - Slađan Nikolić (2016) - Nebojša Petrović (2016 - 2017) | - Gordan Petrić (2017) - Slađan Nikolić (2017 - 2018) - Zoran Milinković (2018) - Dragan Stevanović (2018 - 2019) - Zvezdan Milošević (2019) - Bogdan Korak (2019) - Srđan Stojčevski (2019) - Dragan Radojičić (2019) - Marko Mićović (2019 - 2020) - Branko Mirjačić (2020) - Zoran Njeguš (2020) - Milan Milanović (2020 - 2021) - Dragan Ivanović (2021) - Zoran Rendulić (2021 - ) |

### Anciens joueurs du club
| - Vladimir Jugović - Ljubinko Drulović - Zoran Mirković - Miroslav Đukić | - Goran Bunjevčević - Filip Djordjevic - Bojan Jorgacevic - Milos Krstic | - Nenad Tomović - Aleksandar Pantić - Vujadin Savić |